# Water for Life
A Water for Life egy koncert volt, amit Jean-Michel Jarre világhírű francia zenész adott 2006. december 16-án este a Szaharai dűnék között a sivatagban, Marokkóban. Az ingyenes koncertet a Marokkói Királyság szponzorálta, és mintegy 10-15 000 ember vett részt rajta.

## Tracklista
1. "Intro Saturée" - 3'50
2. "Suite for Flute"
3. "Oxygene 2"
4. "Miss Moon"
5. "Oxygene 7"
6. "Space of Freedom"
7. "Chronologie 6"
8. "Millions of Stars"
9. "Oxygene 4"
10. "Education"
11. "Gagarin"
12. "Light My Sky"
13. "Oxygene 12"
14. "Chronologie 2"
15. "C'est la Vie"
16. "Theremin Memories"
17. "Souvenir of China"
18. "UNESCO Theme"
19. "Rendez-Vous 4"
20. "Rendez-Vous 2"